# Walter Dose
Walter Dose (* 14. Juni 1886 in Hannover; † 1970) war ein deutscher Konteradmiral der Kriegsmarine.

## Leben
Walter Dose trat am 1. April 1905 in die Kaiserliche Marine ein. Bis August 1916 war er später als Wachoffizier auf der Preußen und war hier am 16. November 1915 zum Kapitänleutnant befördert worden. Von da an war er bis August 1918 Kommandant von unterschiedlichen Marineluftschiffen (L 14, L 51, L 35 und L 65). Anschließend kam er bis Kriegsende in den Stab der Hochseestreitkräfte.
Nach dem Krieg in die Reichsmarine übernommen, wurde er am 31. Mai 1921 aus der Marine entlassen.
1936 war er als E-Offizier (Beförderung zum Fregattenkapitän (E) am 1. April 1935) der Kriegsmarine Leiter der Wehrwirtschaftsstelle Bezirk Bremen. Von April 1938 bis Dezember 1939 war er im Wehrwirtschaftsstab im OKW. Anschließend war er bis August 1942 Chef der Abteilung Allgemeine Wehrwirtschaftsfragen (MWaWi II) im OKM. Im September 1942 wurde er als Nachfolger von Vizeadmiral Heinrich Ancker Leiter der Rüstungsinspektion im Wehrkreis X, eine Dienststellung, die er bis Kriegsende innehatte. Am 1. Oktober 1942 wurde er Konteradmiral. Nach dem Krieg kam er in Kriegsgefangenschaft, aus welcher er am 19. Oktober 1945 entlassen wurde.

## Werk (Auswahl)
- Blockade, Boykott und Nachrichtenwesen Darstellung der englischen Methoden. In: Unser Kampf zur See, F. Bruckmann, 1940, S. 70 ff.